# Lepomis punctatus
Lepomis punctatus is een straalvinnige vis uit de familie van zonnebaarzen (Centrarchidae) en behoort tot de orde van baarsachtigen (Perciformes). De volwassen vis is gemiddeld 9,8 cm, maar kan maximaal 20 cm lang worden.

## Leefomgeving en voedsel
Lepomis punctatus is een zoetwatervis, maar kan soms ook voorkomen in brakwater. Het natuurlijke verspreidingsgebied is Noord-Amerika, van de oostkust van de Verenigde Staten (van North Carolina tot en Florida) tot en met Texas en Illinois. De gestippelde zonnebaars vooral voor in de binnenwateren, in moerassen, plassen, meren, beken en kleine tot middelgrote rivieren.
Lepomis punctatus foerageert onder meer op de larven van knutten (Ceratopogonidae) en kreeftachtigen als watervlooien en vlokreeftjes.

## Relatie tot de mens
Lepomis punctatus is voor de beroepsvisserij van geen belang en er wordt nauwelijks op gehengeld.